# كوماند أند كنكر: ريد أليرت
كوماند أند كنكر: ريد أليرت (بالإنجليزية: Command & Conquer: Red Alert)‏. هي لعبة فيديو من النوع الإستراتيجي. وهي جزء من سلسلة كوماند أند كنكر. كانت اللعبة متاحة على جهاز الحاسوب الشخصي تحت نظام مايكروسوفت إم إس-دوس وويندوز 95، ثم تم اصدارها للبلاي ستيشن .
دخلت لعبة كوماند أند كنكر: ريد أليرت التاريخ عندما سجلت في موسوعة غينيس للارقام القياسية كأكثر لعبة مبيعاً من نوع الاستراتيجي [بحاجة لمصدر] بعدد فاق 12 مليون نسخة .
في العام 2000 صدر الجزء الثاني من اللعبة الذي حمل اسم كوماند أند كنكر : ريد اليرت 2. وبعده بعام صدرت مطور منها بعنوان كوماند أند كنكر : يوريز ريفينج وهي قصة مكملة للجزء الثاني. وقد صدر جزء ثالث كوماند أند كنكر: ريد أليرت 3 عام 2008. وأصدر تطوير لها بعنوان كوماند أند كنكر : أب رايزنج عام 2009.

## القصة
تجري أحداث اللعبة في الخمسينيات في واقع بديل. والذي قام بفعل ذلك هو البرت اينشتاين لكن بغير قصد .
كانت البداية في عام 1946 عندما يظهر الفيديو الأول في اللعبة قيام آينشتاين بالتجهيز لسفره بالزمن والوقت .

## روابط خارجية
- كوماند أند كنكر: ريد أليرت على موقع IMDb (الإنجليزية)